# Valea Urloii, Prahova
Valea Urloii este o localitate componentă a orașului Urlați din județul Prahova, Muntenia, România. Aici s-a aflat până în 2002 Crucea lui Constantin Șerban.